# Malacosphaeria scabrosa
Malacosphaeria scabrosa är en svampart som beskrevs av Syd. 1924. Malacosphaeria scabrosa ingår i släktet Malacosphaeria och familjen Trichosphaeriaceae.   Inga underarter finns listade i Catalogue of Life.